# Лінійний автомат
Ліні́йний автома́т — один із спеціальних видів автоматів. Його вхідні значення x(t), внутрішні стани a(t) та вихідні значення y(t) є векторами на деяким скінченним полем P (розмірів l, n, m відповідно), а функції переходів та виходів визначено таким чином:
- a(t+1) = R · a(t) + S × x(t);
- y(t) = U · a(t) + V · x(t), де
- R = [rij]n×l;
- U = [uij]m×n;
- V = [vij]m×l — матриці над тим же полем P.

Лінійні автомати широко застосовують при проектуванні пристроїв керування цифрових комп'ютерів, побудові датчиків випадкових чисел[джерело?], при використанні кодів, що коригують помилки. Ці автомати розглядають як проміжну ланку між скінченними автоматами та динамічними системами.